# Matthew F. Hale
Matthew F. Hale (n. 27 iulie 1971) este un supremațist și neonazist american cunoscut drept fondatorul Bisericii Mondiale a Creatorului (astăzi intitulată Mișcarea Creativității), o organizație care susține cauzele separatismului alb. S-a autoproclamat Pontifex Maximus al organizației care a continuat munca Bisericii Creatorului înființate de Ben Klassen în 1873.
În 1998, Hale a fost exclus din barou în statul Illinois de către comisia responsabilă cu evaluarea caracterului și a aptitudinilor potențialilor avocați. Comisia a declarat că Hale incită la ură de rasă⁠(d) cu scopul de a priva unele grupuri de drepturile lor legale reprezintă un fapt imoral⁠(d) care îl fac incompatibil cu meseria de avocat.
În 2005, Hale a fost condamnat la 40 de ani de închisoare după ce i-a cerut unui informat sub acoperire al FBI să-l ucidă pe judecătorul federal⁠(d) Joan Lefkow⁠(d). Hale a fost transferat din penitenciarul ADX Florence⁠(d) în penitenciarul USP Marion⁠(d) din Illinois în iulie 2020. Acesta va fi eliberat abia pe 2 aprilie 2037.